# Ptolomeo Apión
Ptolomeo Apión (griego: Πτολεμαῖος Ἀπίων, 150/45 - 96 a. C.), más conocido como Apión, fue el último rey griego de la Cirenaica. Era miembro de la Dinastía Ptolemaica. Su segundo nombre, Apión, originario del Antiguo Egipto, podría estar relacionado con su ascendencia materna.

## Genealogía
Ptolomeo fue el primer hijo del príncipe griego de Egipto, rey de Cirenaica y futuro faraón Ptolomeo VIII Fiscón. El tío paterno de Ptolomeo fue el faraón greco-egipcio Ptolomeo VI Filometor y su tía paterna fue una princesa greco-egipcia, la futura reina Cleopatra II de Egipto. Sus abuelos paternos eran greco-egipcios, el faraón Ptolomeo V Epífanes y la reina Cleopatra I de Egipto, una princesa griega del Imperio seléucida.
La madre de Ptolomeo era un egipcia llamada Irene, aunque según el historiador judío Flavio Josefo se llamaba Itaca. Ella, era una de las concubinas de Fiscon. Irene fue su amante desde 150 a. C. hasta 127 a. C. y acompaña a Fiscon en 145 a. C. a Egipto cuando se convierte en faraón al suceder a su hermano Ptolomeo VI. 
Ptolomeo nació probablemente en Cirene, la capital de la Cirenaica, una región situada en la costa nordeste de lo que hoy es Libia. Sin embargo, fue criado y educado en Egipto, en la corte de su padre. Hasta 116 a. C., residió probablemente en Egipto.  

## Reinado
Ptolomeo nunca tuvo un título real egipcio. En 116 a. C. muere el padre de Ptolomeo, y siguiendo la voluntad paterna, Ptolomeo hereda la Cirenaica y, en ese mismo año, fue proclamado rey de Cirenaica, donde comenzó a reinar sin ningún tipo de oposición política. 
Apenas se conservan registros del reinado de Ptolomeo en Cirenaica. Ptolomeo murió el 96 a. C. y se cumplieron las condiciones del testamento de su padre para la Cirenaica. Según la voluntad de Ptolomeo, deja Cirenaica y sus ancestrales tierras reales al Estado de la República romana. Fiscón había planeado esto para Cirenaica después de la muerte de Ptolomeo.  
Las ancestrales propiedades de Ptolomeo fueron ocupadas por la población local en el siglo I. Los ocupantes de las fincas necesitaron la ayuda del emperador romano Nerón para poder legalizar sus títulos de propiedad.